# اینگو فون بردف
اینگو فون بردف (آلمانی: Ingo von Bredow; ۱۲ دسامبر ۱۹۳۹ – ۴ نوامبر ۲۰۱۵) قایقران قایق بادبانی اهل آلمان بود.